# Temple de la Llum Negra
El Temple de la Llum Negra (anteriorment conegut com l'Ordre Misantròpica Luciferiana abans del 2007) va ser una ordre ocultista satànica fundada a Suècia el 1995. Originalment, formava part de la Veritable Horda Satanista fundada per Tony Särkkä, però es va convertir en una organització independent quan van començar a tenir una visió diferent. Originalment, tenia tres membres, Vlad (nom real: Shahin Khoshnood), Jon Nödtveidt i un altre membre que va abandonar el grup aviat. Johan Norman es va unir a l'ordre al mateix temps que Jon, però va abandonar el grup quan Vlad i Jon van començar a parlar de cometre actes violents. La xicota de Vlad es va convertir més tard en un membre de suport. El grup mai va tornar a créixer més enllà d'aquests membres després que dos amics anteriors s'haguessin retirat. Com a signe de pertinença, tots tres tenien un símbol tatuat als braços, d'un anomenat "pentagrama vampir" que Vlad havia dissenyat.
El Temple de la Llum Negra va publicar Liber Azerate, un grimori modern escrit pel fundador Vlad, el títol del qual era Magister Templi i sobrenomenat Frater Nemidial, el 2002. Es va publicar a Internet en suec i noruec. Azerate és el nom ocult dels "onze déus anticòsmics" descrits al llibre. Una obra musical relacionada és l'àlbum Reinkaos de Dissection del 2006, la lletra del qual va ser coescrita per Vlad, i que Jon Nödtveidt va explicar que estava "basat en el llibre Liber Azerate i els ensenyaments de MLO". El Temple de la Llum Negra propaga el "Caos - Satanisme Gnòstic" o "Corrent 218".
El 2010, Shahin Khoshnood, sota el pseudònim NA-A.218, va publicar un segon llibre anomenat Liber Falxifer: The Book of the Left-Handed Reaper, que és el primer d'una sèrie de llibres sobre cultes a la mort llatinoamericans. Va ser publicat per Ixaxaar Publications, en edicions limitades. El 2013, es va publicar The Book of Sitra Achra: A Grimoire of the Dragons of the Other Side, un llibre relacionat amb els Qliphoth.
El Temple de la Llum Negra ha estat descrit com una branca sueca de l'Ordre dels Nou Angles pel Centre Americà de Lluita contra el Terrorisme.

## Creences
El Temple de la Llum Negra creu en el que ells anomenen "Caosofia", creuen en el relat bíblic de la creació d'⁣Adam i Eva i en l'existència del Déu abrahàmic, que segons ells va crear l'univers, però a diferència dels seguidors de les religions abrahàmiques, rebutgen aquest Déu i volen que aquesta creació no hagi tingut lloc, i desitgen destruir-la o causar la seva inexistència mitjançant màgia i rituals. Creuen que el caos és un pla de possibilitats infinidimensional i pandimensional, en contrast amb el cosmos, que només té tres dimensions espacials i una dimensió de temps lineal. També creuen que, en comparació amb el temps lineal del cosmos, el caos es pot descriure com a atemporal en el sentit que no està contingut ni limitat pel temps unidimensional, i sense forma, a causa del seu nombre infinit i canviant de dimensions espacials.:4–6 : 4–6 
Dins del grup s'ensenya el neognosticisme militant i la misantropia, i diuen que el veritable satanista no ha de formar part de la societat moderna, ja que es basa en mentides. Diuen que el teixit mateix d'aquesta realitat és una mentida que impedeix que el caos es realitzi.:8–13 : 8–13 
Aquests són els tres vels foscos davant de Satanàs, vistos en el seu sistema de creences com les tres forces que van ser expulsades d'Ain Sof per tal de donar pas a la manifestació de la "Llum Negra" a la "foscor exterior" que aviat es va convertir en Sitra Ahra:
- 000 - Tohu - Caos sense forma: Qemetiel ("corona dels déus")
- 00 - Bohu - Buit/No-res: Beliaal ("sense déu")
- 0 - Chasek - Foscor: Aathiel ("incertesa")[2]:29,41,56–58

Aquests tres poders es poden veure com el trident ardent sostingut per sobre del Thaumielitan. Aquests tres poders també es poden veure com a reflexos irats d'Ain, Ain Soaf i Ain Soaf Aur.

## Activitats criminals
L'estiu de 1997, Josef Ben Meddour va ser assassinat per companys de Vlad i el seu còmplice Jon Nödtveidt. L'acció va ser descrita per la policia com un delicte d'odi homòfob. Quan Nödtveidt i Vlad van ser arrestats pel delicte respectivament el 15 i el 18 de desembre de 1997, la policia va descobrir altars satànics a les cases dels dos sospitosos. També es va trobar una calavera humana a casa de Vlad, per la qual cosa va ser acusat de possessió de parts humanes. Segons la policia, la secta mai va tenir més d'un grapat de seguidors.
Durant la investigació, la policia va interrogar un antic membre del Temple de la Llum Negra i l’exparella de Vlad, que l’havia denunciat per abús domèstic agreujat. Tots dos van oferir detalls sobre l’organització i van descriure les cerimònies ocultes a les quals havien assistit. Aquests rituals incloïen pràctiques de meditació, invocacions demoníaques i sacrificis d’animals —principalment gats— que Vlad adquiria mitjançant anuncis classificats. En les setmanes prèvies a l’assassinat de Josef ben Meddour, Vlad havia radicalitzat el seu discurs, i es va debatre extensament la possibilitat de dur a terme sacrificis humans seguits d’un suïcidi col·lectiu. En una reunió celebrada a casa de Nödtveidt, es va elaborar una llista de possibles víctimes, entre les quals figuraven l’antic seguidor que havia abandonat el grup, membres de la banda Dissection i fins i tot la parella de Nödtveidt.
Aquests plans van portar a la deserció d'alguns membres del Temple de la Llum Negra, que no volien participar en cap assassinat o que temien per les seves pròpies vides. Com a resultat, quan es van fer les detencions, el nombre de membres actius es va reduir a tres: Nödtveidt, Vlad i la xicota de Vlad.